# Karl Immendorf
Karl Immendorf (* 1692 in Haselünne; † 30. Mai 1752, Deutschland) war Superior und Jesuit an der Residenz zu Meppen.

## Jugend und Ausbildung
Karl Immendorf wurde 1692 in Haselünne geboren, wo sein Vater als Hauptmann in Garnison stand. Seine Mutter, eine geborene Riccius, legte den Grundstein für die Frömmigkeit ihres einzigen Kindes. Er wurde auf das Gymnasium zu Meppen gebracht, wo er schon früh eine Vorliebe für den Jesuitenorden seiner Lehrer entwickelte.
Daraufhin studierte er in Münster Philosophie und wurde 1712 zu Köln in die Gesellschaft Jesu aufgenommen.
Drei Jahre lehrte er am Gymnasium in Straßburg, wo der Bruder seiner Mutter Weihbischof war. Danach bekleidete er ebenso lange das gleiche Amt in Köln. Danach kehrte er nach Straßburg zurück. Dort vollendete er auf der dortigen königlichen Universität seine theologische Ausbildung und verteidigte die aufgestellten Thesen mit so großem und ungeteiltem Beifall, dass verschiedene Provinzen ihn in ihre Kollegien zu ziehen wünschten. In Straßburg erlernte er zusätzlich Französisch in Wort und Schrift.
Danach kehrte er nach Haselünne zurück, wurde zum Priester geweiht und 1724 nach Meppen geschickt.

## Wirken

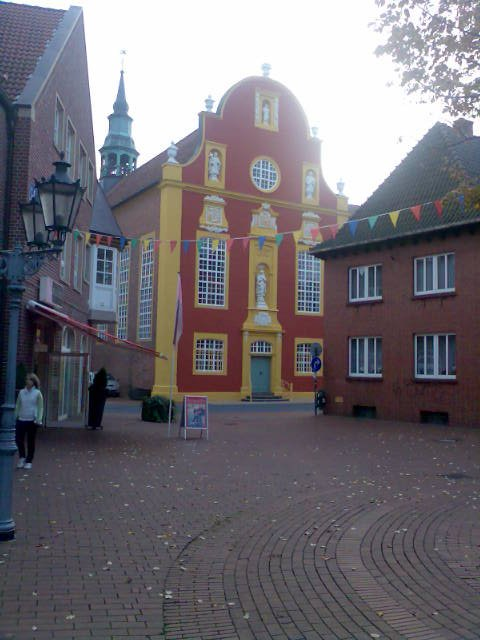
Gymnasialkirche

Hier wirkte er mit apostolischem Eifer als Prediger, Beichtvater, Krankenbesucher und Katechet. Seine Tätigkeit beschränkte sich nicht auf das Emsland, da sein guter Ruf sich inzwischen weit verbreitet hatte. Er wurde aufgrund seiner Würde und Bescheidenheit gleichermaßen von Katholiken und Protestanten geliebt.
Nach etwa 14 Jahren starb 1738 der Superior Franz Kemper. Karl Immendorf wurde zu seinem Nachfolger bestimmt und wurde damit der Leiter der Residenz.
Durch seinen unermüdlichen Einsatz und durch seine sowohl beim Volke wie auch am Hofe geliebte Art wurden ihm ausreichend Mittel zur Verfügung gestellt, um sowohl die Residenz zu entschulden, als auch die baufällig gewordene Kirche durch einen Neubau, die heutige Gymnasialkirche, zu ersetzen.

## Krankheit und Sterben
Bei einer Reise nach Köln, um seinen Gönner Clemens August zu besuchen, erkrankte Immendorf schwer an Wassersucht. Clemens August entsandte daraufhin seinen Leibarzt, der Immendorf nicht zu helfen vermochte. Karl Immendorf starb am 30. Mai 1752 an Wassersucht.
| Personendaten    | Personendaten          |
| ---------------- | ---------------------- |
| NAME             | Immendorf, Karl        |
| KURZBESCHREIBUNG | Jesuitensuperior       |
| GEBURTSDATUM     | 1692                   |
| GEBURTSORT       | Haselünne, Deutschland |
| STERBEDATUM      | 30. Mai 1752           |